# Confine tra Burundi e Tanzania
Il confine tra il Burundi e la Tanzania ha una lunghezza di 589 km e va dal triplice confine la Repubblica Democratica del Congo a sud, fino al triplice confine con il Ruanda a nord.

## Descrizione
Il confine si dirama in direzione nord-orientale partendo dal triplice confine con la Repubblica Democratica del Congo posto sul Lago Tanganica. Si dirige tramite un rettilineo verso est per circa 30 km prima di raggiungere la riva del lago Tanganica, a 50 km dalla città di Kigoma. Prosegue in seguito verso nord per buona parte del tracciato fino a raggiungere il corso del fiume Kagera il cui punto segna il triplice confine con il Ruanda. Il confine separa le regioni tanzaniane di Kigoma e Kagera dalle province burundesi di Muyinga, Cankuzo, Ruyigi, Rutana e Makamba.

## Storia

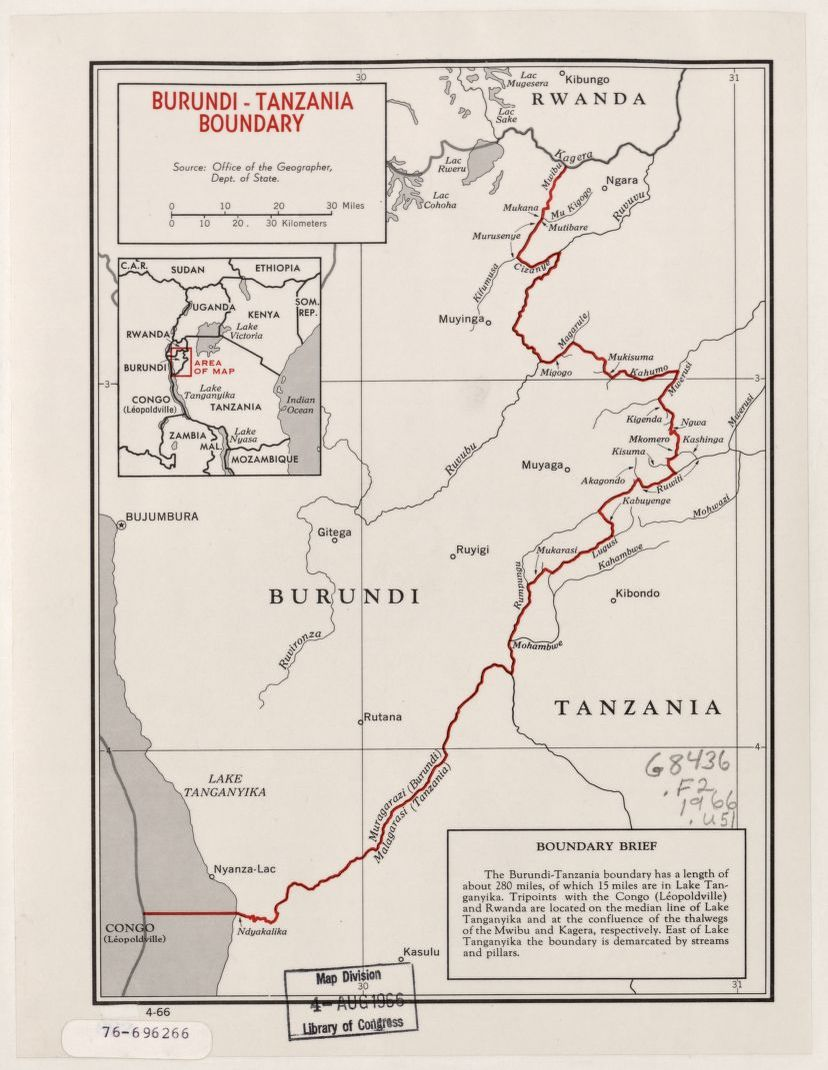
Mappa del confine tra il Burundi e la Tanzania

Il Burundi e la Tanzania, rispettivamente conosciuti durante l'epoca coloniale come Urundi e Tanganica, fecero parte dell'Africa orientale tedesca dal 1885 fino alla prima guerra mondiale, e il loro confine era interno all'amministrazione. Nel 1919 il Belgio protestò contro la decisione del Consiglio Supremo degli Alleati di assegnare l'intera Africa orientale tedesca al Regno Unito come mandato. Fu così fu raggiunto un accordo in una convenzione anglo-belga secondo la quale il Belgio avrebbe avuto un mandato sul Ruanda-Urundi. Nel 1922 la Società delle Nazioni approvò il mandato britannico per il Tanganica e, nel 1923, il mandato belga per Ruanda-Urundi.
Un protocollo anglo-belga firmato a Kigoma il 5 agosto 1924, stabilì l'allineamento preciso e la demarcazione del confine tra Tanganica e Urundi includendo l'area di Bugufi nel mandato britannico. Il protocollo del 1924 rappresenta la base attuale del moderno confine tra Burundi e Tanzania. Dopo la seconda guerra mondiale sia il Ruanda-Urundi che il Tanganica divennero delle amministrazioni fiduciarie delle Nazioni Unite continuando ad essere rispettivamente sotto l'amministrazione belga e britannica.
Il triplice confine con il Congo belga venne posto sulla linea mediana del lago Tanganica, come stabilito dalla Convenzione belgo-tedesca dell'11 agosto 1910. Nel caso del triplice confine ruandese, una delimitazione ufficiale del confine Burundi-Ruanda venne stabilita nel 1949 con l'emissione di un'ordinanza da parte del vice governatore generale del Ruanda-Urundi.
Il Tanganica divenne indipendente il 9 dicembre 1961. L'Urundi acquisì indipendenza il 1º luglio 1962 come Regno del Burundi e da allora divenne un confine internazionale tra due stati pienamente sovrani. La Repubblica Unita di Tanzania si formò nel 1964 con la fusione di Tanganica e Zanzibar.